# Фернандо Кастро Пачеко
Фернандо Кастро Пачеко (ісп. Fernando Castro Pacheco; 26 січня 1918, Мерида — 8 серпня 2013, Мерида) — мексиканський художник і скульптор.

## Життєпис. Ранні роки
Народився в місті Мерида, Юкатан. Оприлюднено мало матеріалів щодо його ранніх років. У віці 15 років почав навчатися в художній школі Мериди, а потім добирав освіту самотужки. Серед його вчителів — художник і скульптор Альфонсо Кардон, італієць за походженням. В школі опанував техніку гравюри на лінолеумі та на дереві.
1941 року він був серед засновників Вільної школи пластичних мистецтв Мериди, а також працював інструктором в цьому навчальному закладі. Навчання в школі часто проводили просто неба, що привчало учнів до праці на пленері. Праця в школі пластичних мистецтв Мериди не заважала займатися власною творчістю. В цей час він створив декілька літографій, котрі показав публіці 1942 року в Галереї університету Укатана. Тоді ж були створені перші стінописи в дошкільних закладах Мериди та в сільських школах.

## В Майстерні народної графіки
1943 року митець перебрався в Мехіко, де узяв шлюб і став батьком двох дітей. Став членом Майстерні народної графіки, засновниками якої 1937 року були художники-графіки Леопольдо Мендес, Пабло О'Хиггинс та Луис Ареналь Бастар.
Майстерня прийшла на зміну розпущеної буржуазним урядом Ліги революційної літератури і мистецтва, але зберегла зацікавленість до соціально-політичних проблем. Митці майстерні зберігали ідейні настанови мексиканської революції, а їх твори висвітлювали проблеми найбільш пригноблених і знедолених класів мексиканського суспільства. Про діяльність художника в складі Майстерні відомо мало що, бо вони працювали в умовах шаленого спротиву католицьких організацій і реакціонерів. Але зафіксована його участь в одній із виставок Майстерні. Митець однак, отримав популярність як майстерний художник-графік в і столиці країни, а згодом і в світі. Як художник-графік він працював до 1960 року, використовуючи ліногравюру та дереворити. Праця в Майстерні привчила митця до ретельного малюнка і обов'язкового відтворення сюжета. Все це притаманно і стінописам Фернандо Кастро Пачеко, що не спокусився абстракціями і безсюжетністю, як буржуазний художник-ділок Руфіно Тамайо (1899—1991), активно підтриманий буржуазним суспільством і урядом.

## Виставки
Серед перших виставок міжнародного рівня — виставка 1945 року в місті Сан-Франциско, штат Каліфорнія в Сполучених Штатах та на Кубі 1947 року. Мав 28 персональних виставок і брав участь в 60 як один із учасників. Твори Фернандо Кастро Пачеко представляли мистецтво Мексики в різних країнах світу, серед яких Італія , Японія, Ізраїль, Куба, Франція, Англія, Швеція, США, Перу, Канада, Швейцарія, Бразилія, Чилі та єдина ще тоді Югославія.

## Викладач в школі

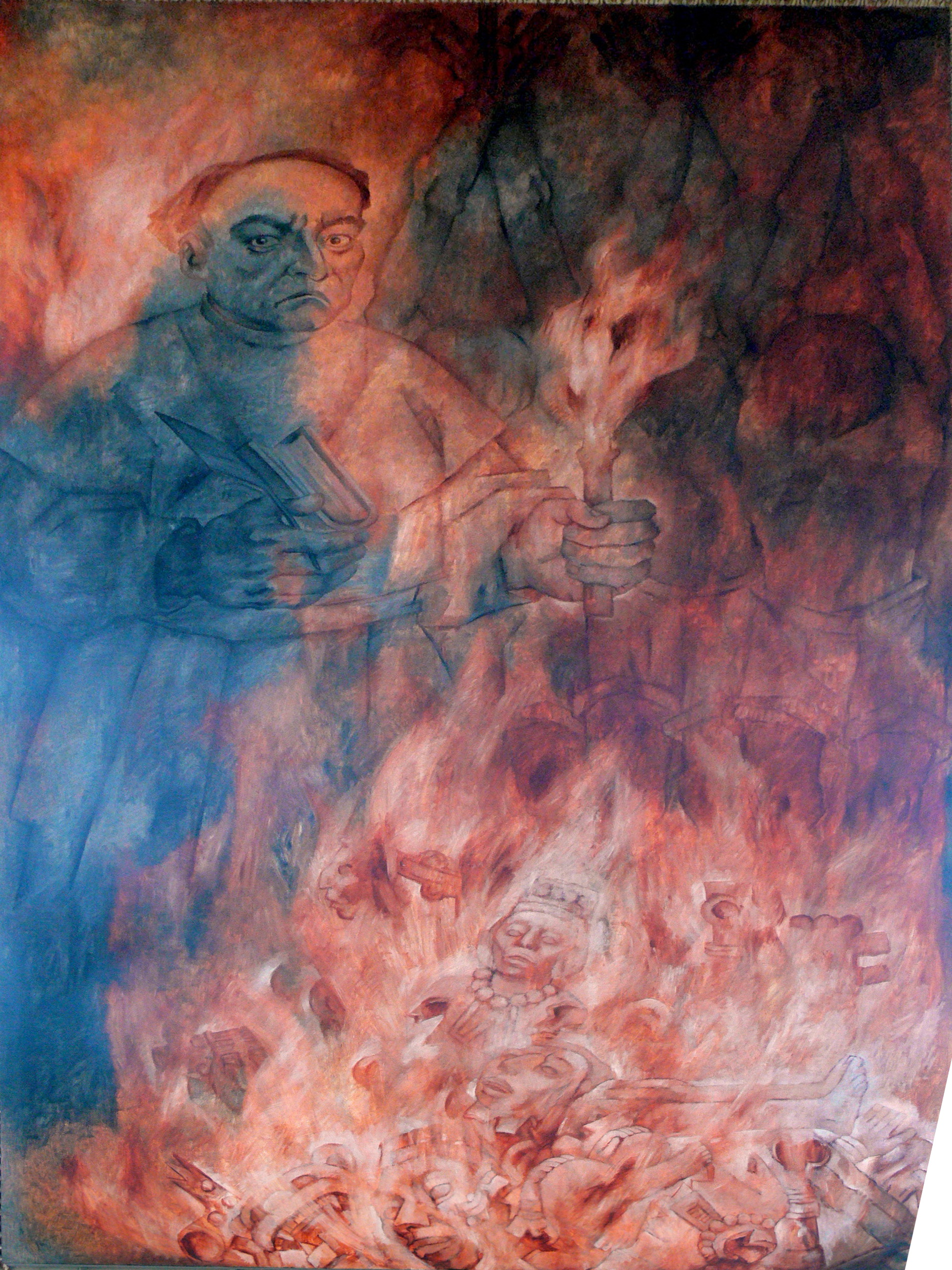
Худ.Фернандо Кастро Пачеко. «Спалення за ініціативи Дієго де Ландо рукописів майя», до 1979 р. Цикл картин колишнього Палацу губернатора, Мерида.

По поверненню з-за кордону 1949 року був призначений професором Національної школи пластичних мистецтв. Зробив спробу попрацювати як театральний художник і зробив декорації до балетів «Герніка» та «La Nube estéril». Відвідав країни Західної Європи, серед яких Іспанія, Італія, Бельгія. Нідерланди, Британія.

## Скульптор
Фернандо Кастро Пачеко працював і як скульптор. Він зробив приблизно вісім скульптур в бронзі в шістдесят творів в кераміці.

## Період 1970-х. Техніка митця
В 1970-ті рр. Фернандо Кастро Пачеко активно працював художником-муралістом. Серед значних творів цього періоду — серія картин в колишньому Палаці губернатора міста Мериди.
Дослідники звернули увагу на особливість техніки, котру використав художник для творів в Палаці губернатора. Це картини на полотні надто великого розміру. При цьому збережені пристрасть сюжету, віртуозний малюнок і вільне використання колориту, не пов'язаного з контурами фігур.

## Галерея вибраних творів

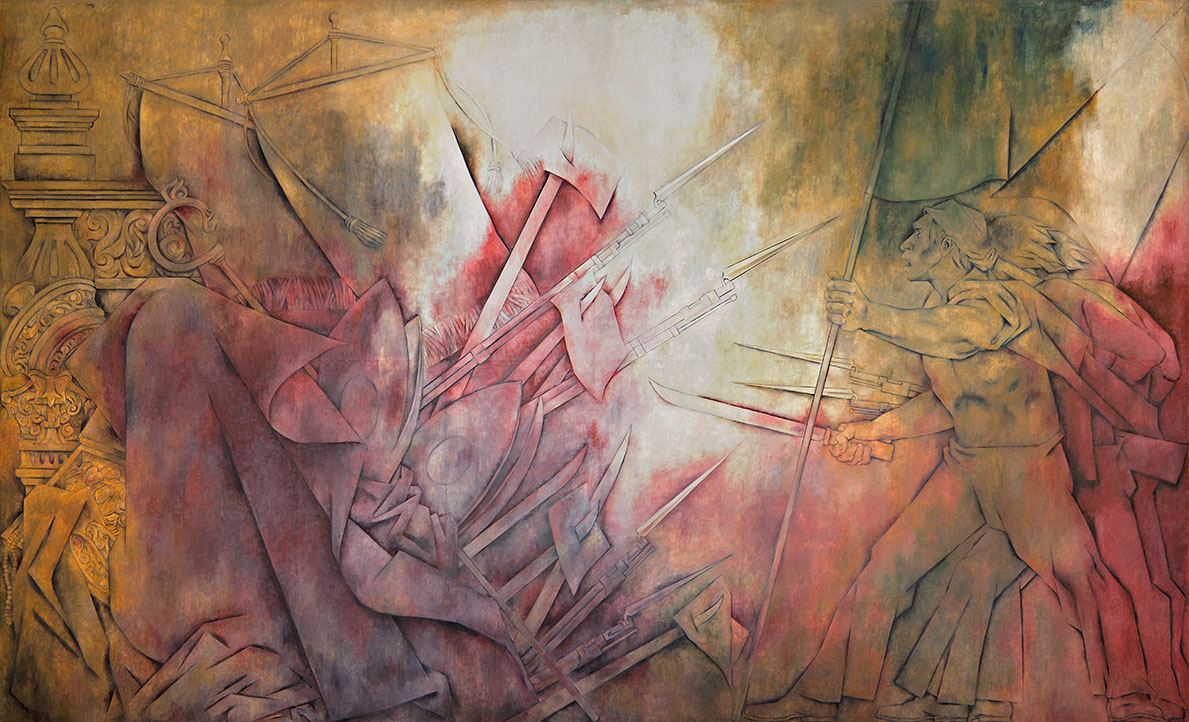
«Війна за реформу»

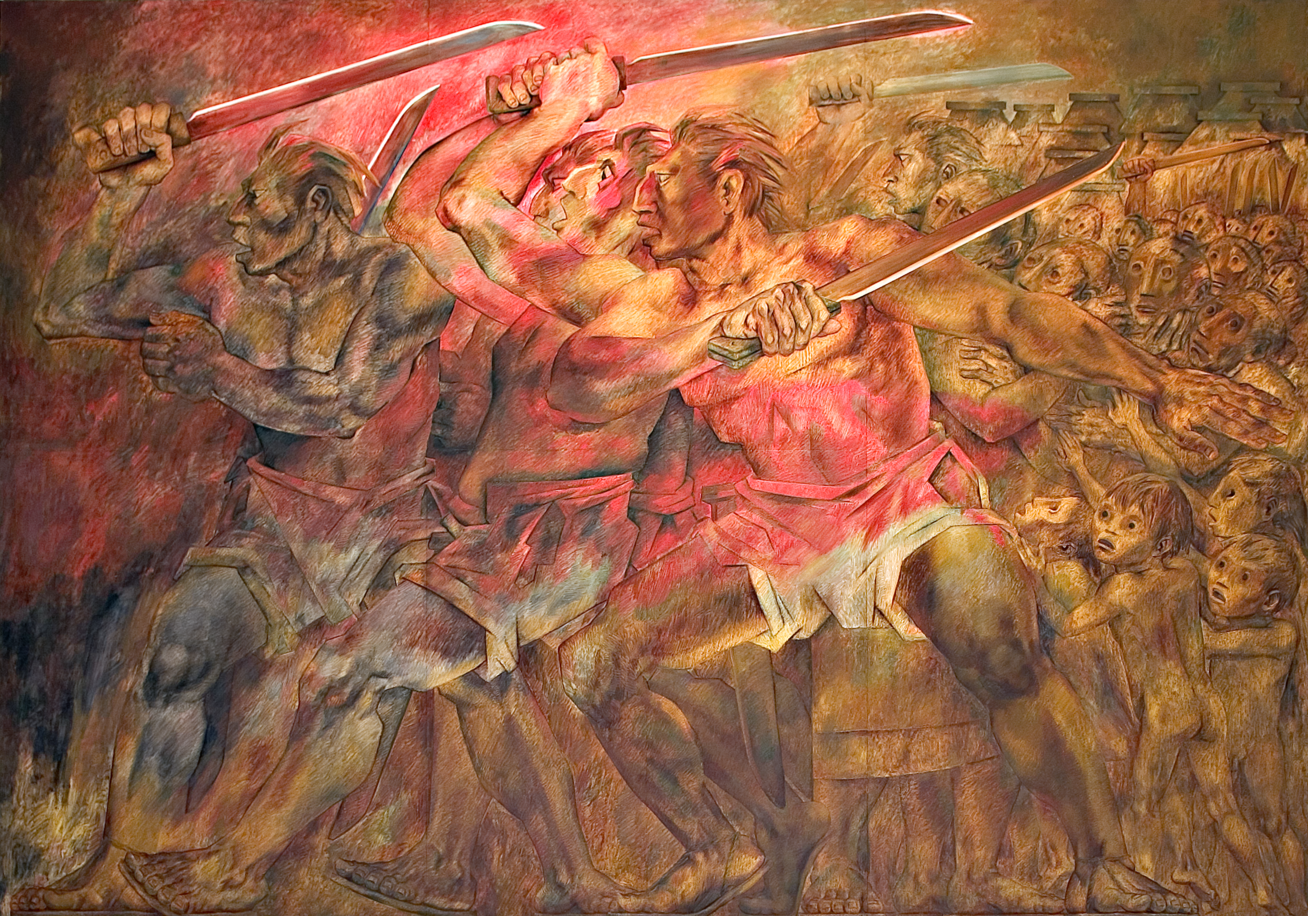
«Громадянська війна»

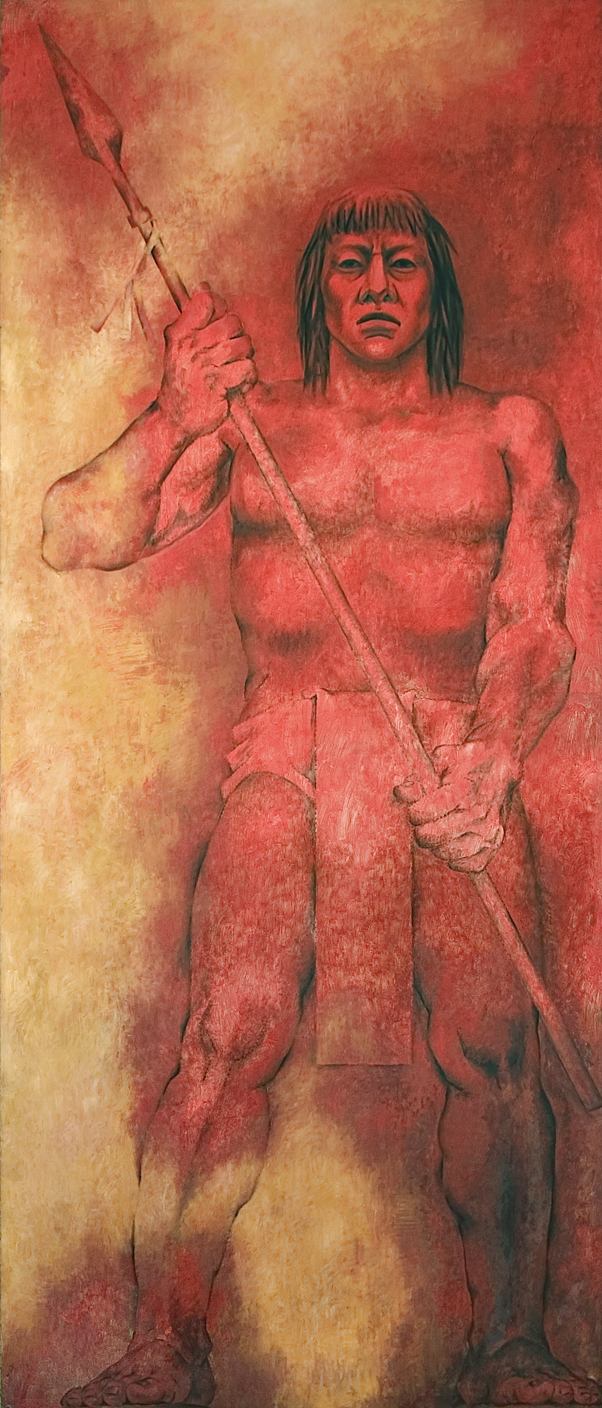
«Накі коком»
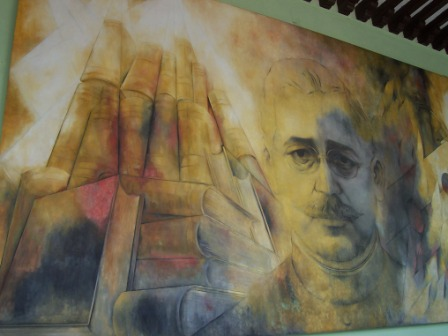
«На честь Савадора Альварадо»
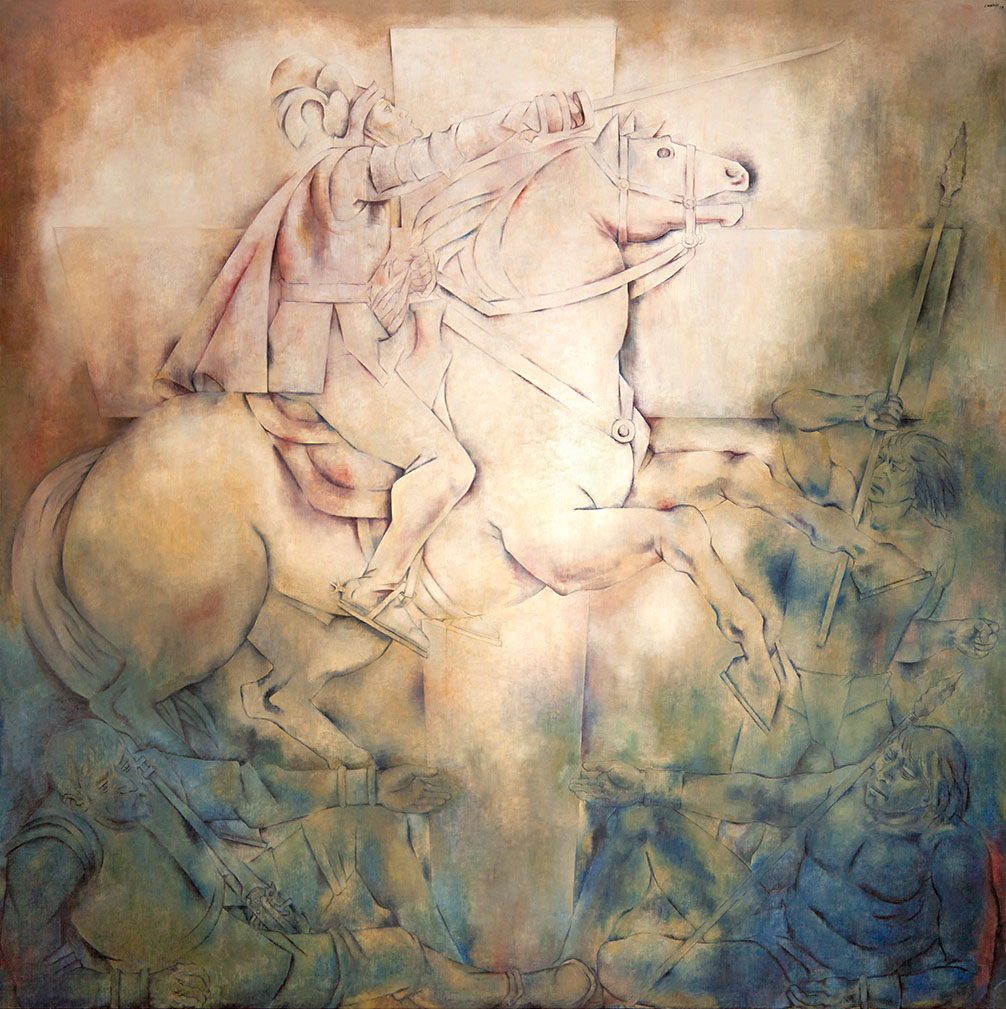
«Баталія під Сангремалем »
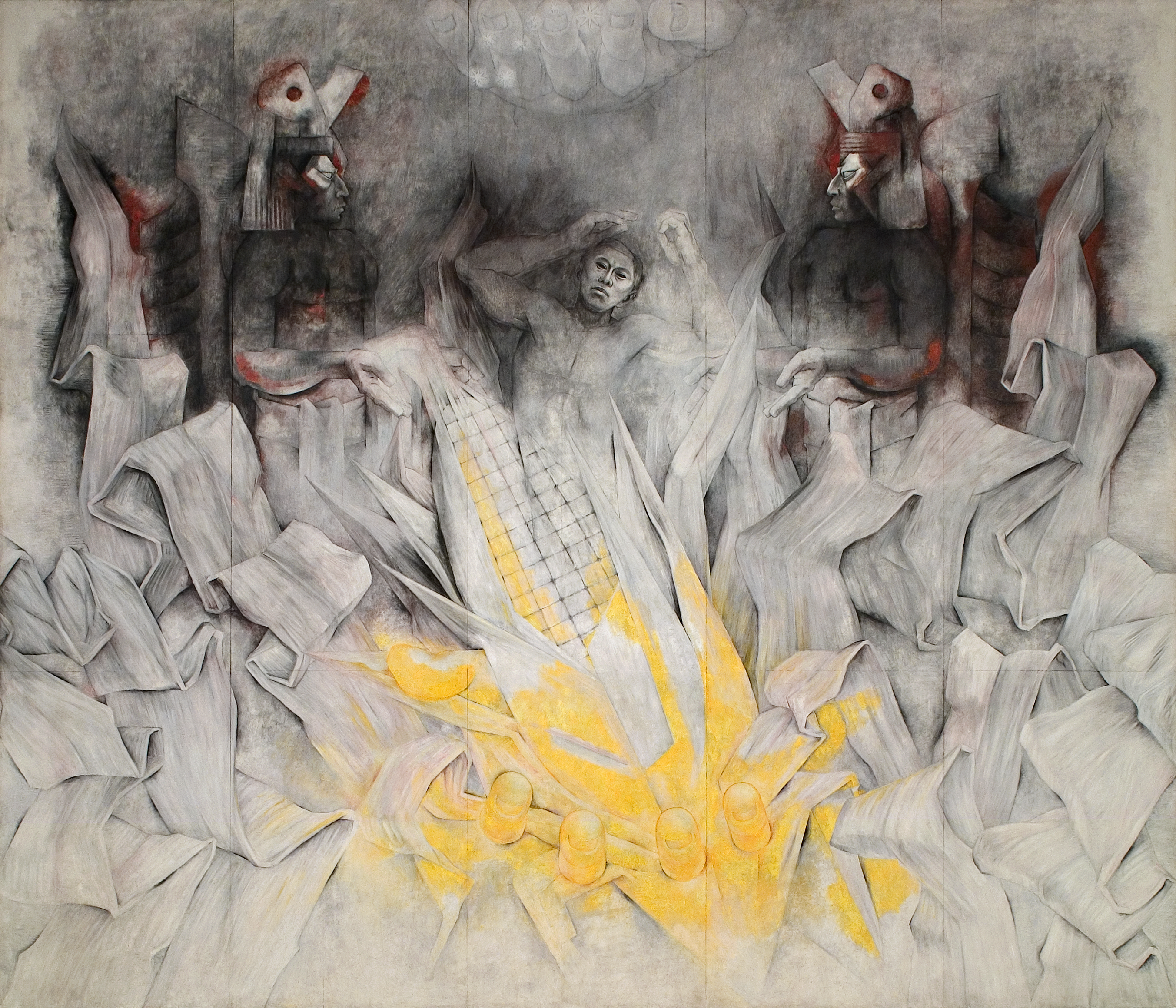
«Пополь Вух», участь в створенні Півночі, центра і Півдня
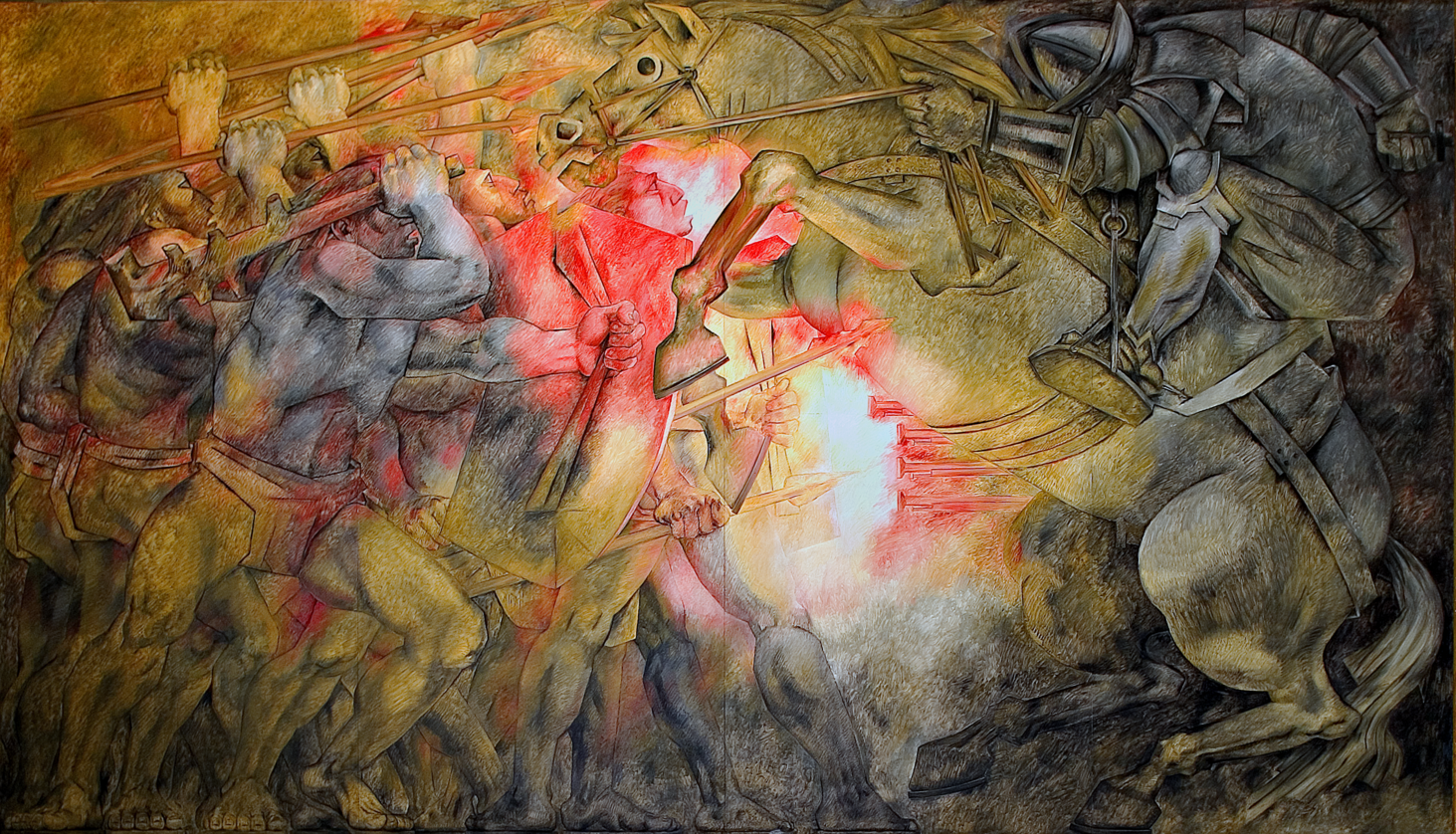
«Конкіста» (Захоплення Мексики)
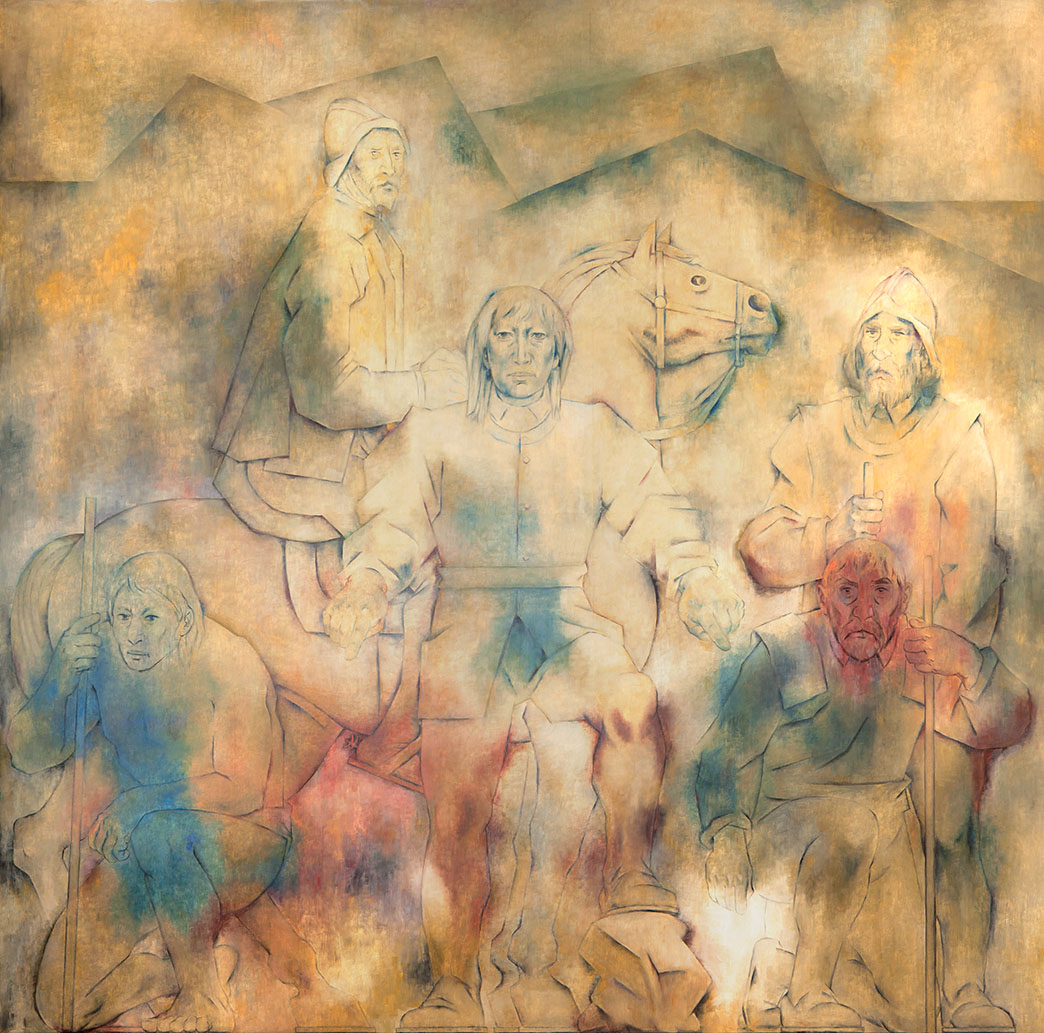